# Professor Bean's Removal
Professor Bean's Removal (também conhecido Prof. Bean’s Removal) é um filme mudo norte-americano de 1913, do gênero comédia, dirigido por Henry Lehrman.

## Elenco
- Roscoe Arbuckle
- Charles Murray
- Mabel Normand
- Ford Sterling